# Pablo Brandán
Pablo Daniel Brandán (* 5. März 1983 in Merlo) ist ein ehemaliger argentinischer Fußballspieler.

## Karriere
Brandán begann seine Karriere 1999 bei CA Huracán. Nachdem er diesen Verein nach seiner ersten Profisaison wieder verlassen hatte, spielte er in Spanien von 2000 bis 2001 für Deportivo Alavés und von 2001 bis 2002 für den FC Burgos. 2003 war Brandán für den CA Independiente wieder in seinem Heimatland aktiv. Nachdem er von 2004 bis 2005 für Argentinos Juniors und von 2005 bis 2006 für Instituto Atlético Central Córdoba spielte kehrte er 2006 zu Deportivo Alavés zurück. Danach schloss er sich 2007 Unirea Urziceni an. Mit den Rumänen wurde Brandán in der Saison 2008/09 Meister. Ende August 2010 wechselte er zum Ligakonkurrenten Steaua Bukarest. Dort gewann er im Jahre 2011 den rumänischen Pokal. Anfang März 2012 erhielt er ein Angebot des chinesischen Erstligisten Liaoning Hongyun und wechselte in die Super League. Mit seinem neuen Klub beendete er die beiden folgenden Spielzeiten im Mittelfeld. Anfang 2014 verließ er China und wechselte zu Beitar Jerusalem nach Israel. Im Sommer 2014 nahm ihn der rumänische Erstliga-Aufsteiger CS Universitatea Craiova unter Vertrag. Ein Jahr später schloss er sich Ligakonkurrent ASA Târgu Mureș an. Im Sommer 2016 verpflichtete ihn der FC Viitorul Constanța. Anfang 2017 löste er seinen Vertrag auf. Eine letzte Station fand er in seiner Heimat, bevor er seine Karriere beendete.

## Erfolge
- Rumänischer Meister: 2009
- Rumänischer Pokalsieger: 2011